# Pentadecanal
El pentadecanal és un compost orgànic de la classe dels aldehids que està constituït per una cadena lineal de quinze carbonis amb un grup carbonil en un dels seus extrems. La seva fórmula molecular és {\displaystyle {\ce {C15H30O}}}. Hom el troba en els éssers vius. S'empra en perfumeria.

## Estat natural

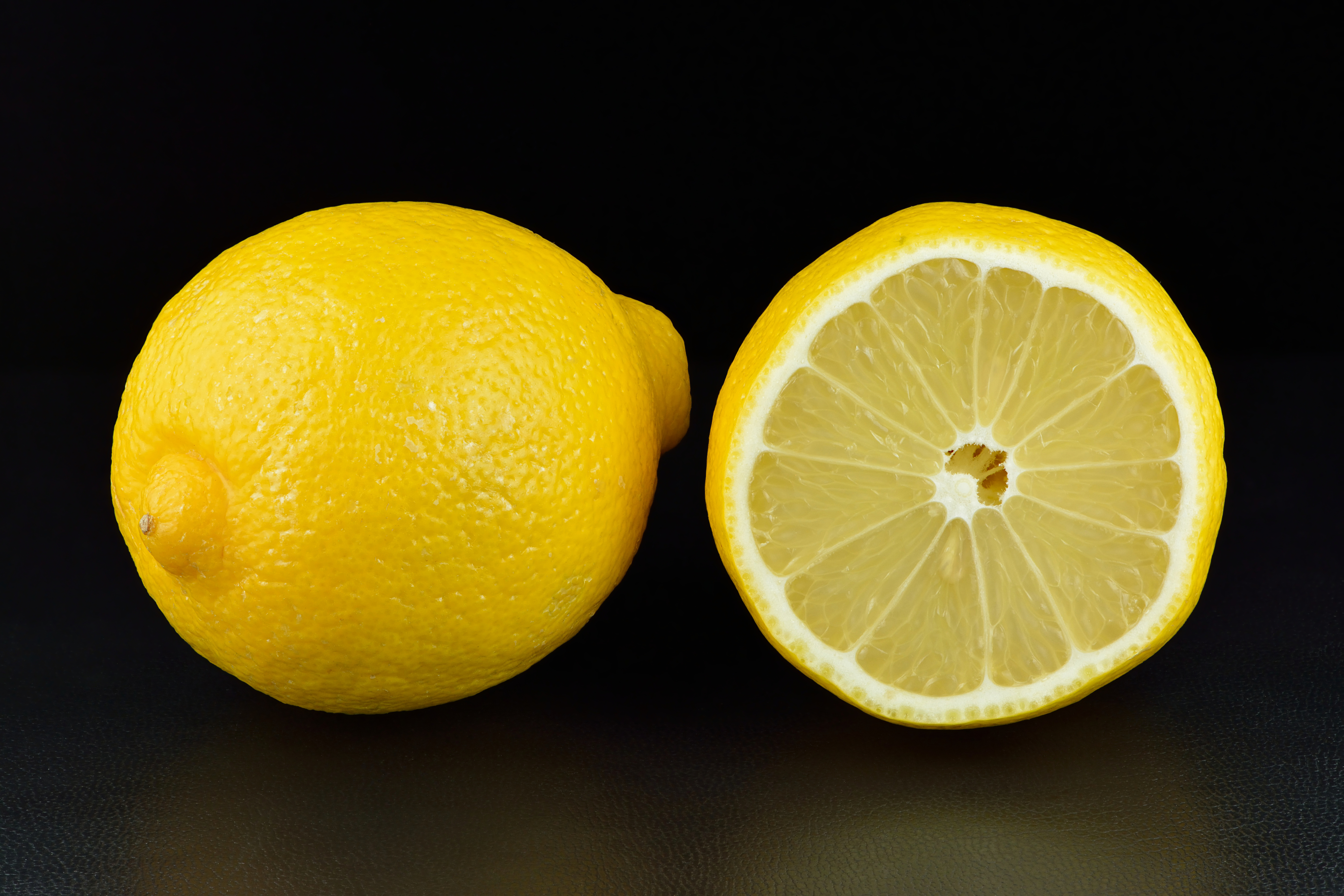
La llimona conté pentadecanal.

S'ha aïllat, entre d'altres, en els olis essencials de l'arbre Cinnamomum micranthum, d'Achillea lycaonica, de Centaurea dichroa, del cogombre o Cucumis sativus, de Stachys swainsonnii, de la llimona, de clementina i de mango.
Se n'ha trobat en alguns aliments, com el formatge parmesà o el pollastre rostit.

## Propietats
El pentadecanal és un sòlid transparent o groc pàl·lid. Té un punt de fusió de 24–25 °C i un d'ebullició de 284–286 °C. És soluble en etanol i insoluble dins d'aigua (0,1556 mg/L a 25 °C).
S'ha observat que estimula l'oviposició de les femelles de Sesamia nonagrioides, una papallona nocturna.

## Usos
L'ús del pentadecanal és en perfumeria on es fa servir per aportar una olor fresca floral.